# Demografia da Polónia

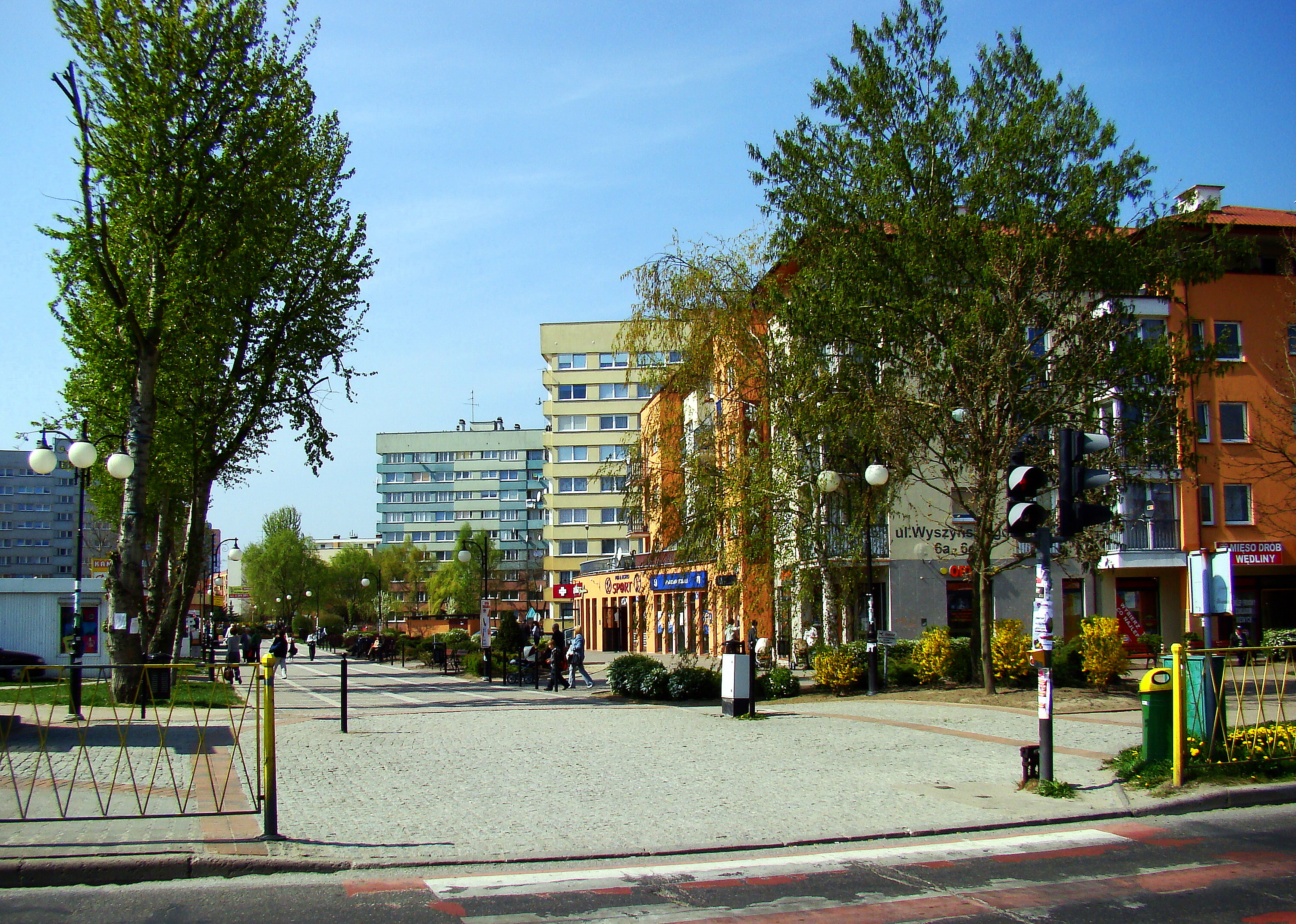
Police (Polônia)

Desde o século XIV, a Polónia foi um estado multiétnico e multirreligioso. Em 1385 a Polónia e a Lituânia assinaram o pacto da união pessoal (O Grão Duque da Lituânia foi também o Rei da Polónia). No século XVI o rei Zygmunt II August unificou os dois países (união real em Lublin – 1569). Foi fundado o Estado Polaco–Lituano. Neste século habitavam na Polónia 9 milhões de pessoas (40% eram polacos). As outras nacionalidades eram: os bielorrussos, os ucranianos, os judeus, os arménios e os lituanos. No 1795 a Polónia foi invadida pela Rússia, a Áustria e a Prússia. Em 1918 recuperou a independência. 
Antes da Segunda Guerra Mundial moravam 35 000 000 pessoas no país: polacos (69%), ucranianos (14%), judeus(8,4%) e bielorrussos (4%), alemães (2,3%) e lituanos. Depois de 1945 a Polónia tornou-se um pais monolítico (polacos 98%).

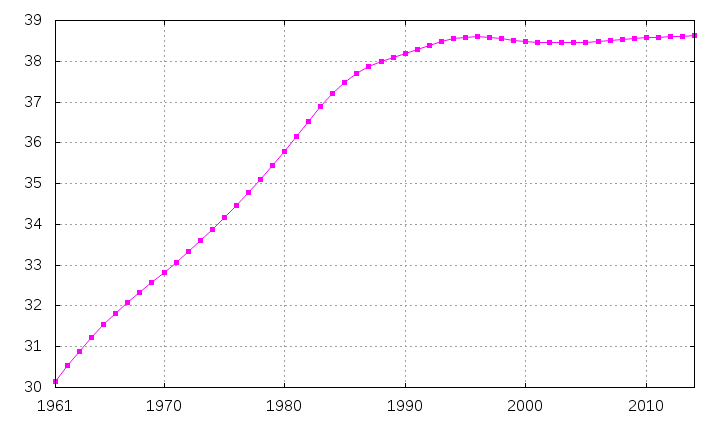
Evolução demográfica da Polónia de 1961-2003.

| Anos | Católicos        | Gregocatólicos     | Protestantes       | Ortodoxos                                      |
| ---- | ---------------- | ------------------ | ------------------ | ---------------------------------------------- |
| 1596 | 40%              | 45%                | 8%                 | A maioria aceita a união com a Igreja Católica |
| 1923 | 64% - 19 milhões | 11% - 3,1 milhões  | 3,2% - 0,9 milhões | 11% - 3,2 milhões                              |
| 2002 | 96% - 37 milhões | 0,2% - 0,1 milhões | 2,4% - 0,7 milhões | 0,5% - 0,25 milhões                            |

| Ano/Seculo                                  | Area total    | Habitantes   | %                                                        |
| ------------------------------------------- | ------------- | ------------ | -------------------------------------------------------- |
| 1000                                        | 250 000 km²   | 1,1 milhões  | polacos cerca 99%                                        |
| 1370                                        | 270 000 km²   | 2,5 milhões  | polacos 80%                                              |
| séc. XV (A Polónia na união com a Lituânia) | 900 000 km²   | 8 milhões    | polacos 40%                                              |
| séc. XVI                                    | 1 000 000 km² | 9 milhões    | polacos 40%                                              |
| 1772                                        | 775 000 km²   | 14 milhões   | polacos 40%                                              |
| 1938                                        | 390 000 km²   | 35,1 milhões | polacos 69%, ucranianos 14%, judeus 8,6, bielorrussos 4% |
| 1946                                        | 312 000 km²   | 26 milhões   | polacos cerca 85%                                        |
| 2002                                        | 312 000 km²   | 38,3 milhões | polacos 97%                                              |